# Emily Browning
Emily Jane Browning (Melbourne, 1988. december 7.–) ausztrál filmszínésznő, énekes és divatmodell. 
Korai filmszerepei A szellemhajó és A törvényen kívül című filmek. Ő nyerte a legjobb női főszerepért 2005-ben a Nemzetközi AFI-díjat. 2004-ben egy árva szerepét játssza Violet Baudelaire névvel, A balszerencse áradása című filmben. 2009-ben ő volt a főszereplő egy horrorfilmben, melynek címe Hívatlan vendég, továbbá az Álomháború című kaland-akcióban, valamint az Alvó szépség drámában is szerepelt.

## Gyermekkora
Melbourne-ben született, Andrew és Shelley Browning lányaként. Két öccse van, Nicholas és Matthew. Emilyt mindig is érdekelte a művészet, különösen az angol irodalom és a fényképezés.

## Magánélete
Browning hosszú kapcsolatban állt egy viszonylag ismeretlen Modellel és zenésszel, Max Turnerrel. 2011-ben belépett életébe egy színész, Max Irons. Állítólag Browning szakított Irons-al 2012 nyarán. Browning közeli barátja egy ausztrál filmes, Guy Franklin.
Mivel Browning visszatért a filmszerepekhez, őt nevezték ki kiemelkedő divatikonként az MTV-ben. Divatmagazinokban is szerepelt.

## Filmográfia

### Film
| Év   | Cím                                    | Eredeti cím                                     | Szerep                 | Magyar hang        | Rendező                     |
| ---- | -------------------------------------- | ----------------------------------------------- | ---------------------- | ------------------ | --------------------------- |
| 2001 | Az ember, aki beperelte Istent         | The Man Who Sued God                            | Rebecca Myers          |                    | Mark Joffe                  |
| 2002 | A szellemhajó                          | Ghost Ship                                      | Katie Harwood          | Kántor Kitty       | Steve Beck                  |
| 2003 | A sötétség leple                       | Darkness Falls                                  | fiatal Caitlin Greene  | Madarász Éva       | Jonathan Liebesman          |
| 2003 | Ned Kelly – A törvényen kívüli         | Ned Kelly                                       | Grace Kelly            | Tamási Nikolett    | Gregor Jordan               |
| 2004 | Lemony Snicket: A balszerencse áradása | Lemony Snicket's A Series of Unfortunate Events | Violet Baudelaire      | Molnár Ilona       | Brad Silberling             |
| 2005 | Padlón                                 | Stranded                                        | Penny                  |                    | Stuart McDonald             |
| 2009 | Hívatlan vendég                        | The Uninvited                                   | Anna Ivers             | Csifó Dorina       | Thomas Guard, Charles Guard |
| 2011 | Alvó szépség                           | Sleeping Beauty                                 | Lucy                   | Molnár Ilona       | Julia Leigh                 |
| 2011 | Álomháború                             | Sucker Punch                                    | Baby Doll              | Csifó Dorina       | Zack Snyder                 |
| 2013 | Rémálom-sziget                         | Magic Magic                                     | Sarah                  | Csifó Dorina       | Sebastián Silva             |
| 2013 | A burok                                | The Host                                        | Pet / Wanderer "Wanda" | Győrfi Laura       | Andrew Niccol               |
| 2013 | Nyár februárban                        | Summer in February                              | Florence Carter-Wood   | Bogdányi Titanilla | Christopher Menaul          |
| 2013 |                                        | Plush                                           | Hayley                 |                    | Catherine Hardwicke         |
| 2014 |                                        | God Help the Girl                               | Eve                    |                    | Stuart Murdoch              |
| 2014 | Pompeji                                | Pompeii                                         | Cassia                 | Bogdányi Titanilla | Paul W. S. Anderson         |
| 2015 | Legenda                                | Legend                                          | Frances Shea           | Gáspár Kata        | Brian Helgeland             |
| 2015 | A király megölése                      | Shangri-La Suite                                | Karen                  | Ágoston Katalin    | Eddie O'Keefe               |
| 2017 | Arany kijárat                          | Golden Exits                                    | Naomi                  | Gáspár Kata        | Alex Ross Perry             |
| 2022 | Monica                                 | Monica                                          | Laura                  | Csifó Dorina       | Andrea Pallaoro             |

### Televízió
| Év        | Cím                            | Szerep                      | Megjegyzés                    |
| --------- | ------------------------------ | --------------------------- | ----------------------------- |
| 1998      | A mennydörgés visszhangja      | Opal Ritchie                | Televíziófilm                 |
| 1999      | High Flyers                    | Phoebe Mason                | 13 epizód                     |
| 2000      | Thunderstone                   | Clio                        | 13 epizód                     |
| 2001      | A szexbomba                    | Fleece                      | Televíziófilm                 |
| 2000–2002 | Blue Heelers: Kisvárosi zsaruk | Hayley Fulton               | 9 epizód                      |
| 2000–2001 | Something in the Air           | Alicia                      | 5 epizód                      |
| 2001      | Doktor Halifax                 | Kristy O'Connor             | Epizód: "Playing God"         |
| 2003      | After the Deluge               | Maddy                       | Televíziófilm                 |
| 2017–2021 | Amerikai istenek               | Laura Moon / Essie MacGowan | főszerep                      |
| 2018–2019 | A viszony                      | Sierra                      | visszatérő szerep (4–5. évad) |

### Videóklipek
| Év   | Cím                      | Előadó(k)     |
| ---- | ------------------------ | ------------- |
| 2006 | "Light Surrounding You"  | Evermore      |
| 2013 | "No Matter What You Say" | Imperial Teen |
| 2014 | "Take Shelter"           | Years & Years |

## Diszkográfia
| Év   | Cím                                           | Album            |
| ---- | --------------------------------------------- | ---------------- |
| 2011 | Sweet Dreams (Are Made of This)               | Sucker Punch OST |
| 2011 | Where Is My Mind? Yoav (feat. Emily Browning) | Sucker Punch OST |
| 2011 | Asleep                                        | Sucker Punch OST |